# 르타
브라만교에서 르타(/ɹ̩t̪ɐ/; 산스크리트어: ऋत ṛta "질서, 리듬, 규칙; 진실; 로고스")는 우주와 그 안의 모든 것의 작동을 조절하고 조정하는 자연 질서의 원리이다. 베다 찬가에서 르타는 자연적, 도덕적, 희생적 질서의 적절한 기능에 궁극적으로 책임이 있는 것으로 묘사된다. 개념적으로, 그것은 그것을 지탱한다고 생각되는 명령과 법규, 즉 총체적으로 다르마라고 불리는 것과 밀접하게 연관되어 있으며, 그러한 법규와 관련된 개인의 행위는 카르마라고 불리는데, 이 두 용어는 나중에 힌두교에서 자연적, 종교적, 도덕적 질서를 나타내는 중요성에서 르타를 능가하게 되었다. 산스크리트 학자 모리스 블룸필드는 르타를 "리그베다의 가장 중요한 종교적 개념 중 하나"라고 언급하며, "종교적 사상의 역사적 관점에서 볼 때, 우리는 사실상 최소한 이 개념의 역사와 함께 힌두교의 역사를 시작해야 한다"고 덧붙였다.

## 어원
베다 ṛtá와 그 아베스타어 등가물 aṣ̌a는 모두 인도이란조어 *Hr̥tás "진실"에서 유래했으며, 이는 다시 인도유럽조어 *h2r-tós "정확하게 연결된, 올바른, 참된"에서 이어졌고, 이는 추정되는 어근 *h2er-에서 비롯되어 라틴어 오르도(ordo)의 먼 동족어이며 따라서 영어 단어 질서(order)와도 관련이 있다.
파생 명사 르타는 "정해진 또는 확립된 질서, 규칙, 신성한 법칙 또는 진실"로 정의된다.
마호니(Mahony, 1998)가 지적했듯이 이 용어는 "적절한 방식으로 움직인 것"으로 번역될 수 있다. 이 의미는 권위 있는 산스크리트어 사전에서는 실제로 인용되지 않지만, 동사 어근 r, "움직이다"와 과거 분사를 형성하는 접미사 ta로부터 규칙적인 파생어이므로, 이 단어의 추정적인 기원으로 볼 수 있다. 더 추상적으로는 "우주 법칙" 또는 "우주 질서"로, 혹은 단순히 "진실"로 번역된다. 후자의 의미는 르타의 아베스타어 동족어인 aṣ̌a에서 지배적이다.
이 단어의 적절한 산스크리트어 발음은 'ṛta'로, 'ṛ'는 rhotic r로 발음될 때 pert나 dirt에서처럼 모음 r이며, 예를 들어 미국식 발음과 같이 짧은 'a'가 뒤따른다. 현대 인도 언어 화자들의 가장 일반적인 발음은 'rita'로, 짧은 'i'와 짧은 'a'가 있으며, 이는 산스크리트어의 후속 언어인 프라크리트와 현대 인도아리아어군에서 모음 r이 사라졌기 때문이다.
이 용어는 베다 텍스트와 후기 베다 텍스트 모두에서 르타와 그 파생어로 나타난다. 예를 들어, 2세기 BCE의 파탄잘리의 텍스트인 마하바샤에서 그는 르타카(Ṛtaka)를 아들의 이름에 대한 문법적으로 올바른 형태로 설명하며, 이 이름은 "진실스러운 아이"를 의미하게 된다.

## 기원
학계에서는 르타 개념의 기원에 대한 공통된 입장이 없다. 비슷한 개념은 많은 인도유럽 문화에 존재하며, 그 이름들은 또한 동일한 어근 *h2r-tós에서 파생될 수 있다. 이 때문에 일부 학자들은 인도유럽 파생 문화의 개념들이 원시 인도유럽 문화에서 공통 조상을 가지고 있다고 주장한다.
반대로 헤르만 올덴베르크(1894)는 르타의 개념이 원래 인도아리아인 시기에 세계의 자연 질서와 그 안에서 발생하는 사건들이 일종의 인과적 필연성을 가지고 일어난다는 고찰에서 비롯되었다고 추측했다. 베다의 르타와 아베스타의 아샤는 물리적, 윤리적, 의례적 영역에서 나타나는 세 가지 기능을 가지고 있다고 여겨졌다. 브라만교의 맥락에서, 변하지 않거나 규칙적으로 발생하는 자연의 특징들은 물리적 우주에서 르타의 힘의 발현으로 여겨졌다. 인간 영역에서는 르타가 사회의 도덕적 질서와 베다 의례의 올바른 수행 뒤에 있는 필수적인 힘으로 나타난다고 이해되었다. 보편적인 자연 질서의 원리라는 개념은 베다에만 있는 것은 아니며, 르타는 다른 문화의 유사한 개념들, 예를 들어 고대 이집트 종교의 마트, 고대 그리스 종교의 모이라와 로고스, 그리고 도와 비교되어 왔다.

## 베다
베다 산스크리트어의 특성상 르타와 같은 용어는 직간접적으로 수많은 것을 나타낼 수 있으며, 인도 및 유럽 학자들은 베다에서 르타의 다양한 용법에 대한 적절한 해석에 도달하는 데 어려움을 겪었지만, "질서 잡힌 행위"라는 기본적인 의미는 보편적으로 명확하게 남아 있다. 리그베다에서 르타라는 용어는 무려 390번이나 나타나며, "리그베다 사상 전체에 스며드는 유일한 개념"으로 특징지어져 왔다. 우주 질서인 르타는 세 가지 특징을 가진다:
- 가티(Gati), 끊임없는 움직임 또는 변화.
- 상가트나(Samghatna), 상호 의존적인 부분들을 기반으로 하는 시스템.
- 니야티(Niyati), 상호 의존과 움직임의 내재된 질서.

르타는 "법", "계명", "질서", "희생", "진실", "규칙성"과 같은 추상적인 개념을 나타내는 데 가장 자주 사용되지만, 때로는 르타의 작용의 발현으로서 물, 하늘 또는 태양과 같은 물리적 현상으로도 사용된다. 르타는 또한 다양한 베다 신들과 관련하여 자주 사용된다. 따라서 브리하스파티는 "르타를 끈으로 한 강력한 활"을 가지고 "르타의 전차에 오르기"를 준비하는 자로 언급된다. 아그니는 "르타를 갈망하는 자", "르타를 염두에 두는 자", 그리고 "르타에 의해 하늘과 땅을 펼친 자"로 묘사된다. 마루트는 "르타의 집에서 기뻐하는 자"와 "르타를 아는 자"로 언급된다. 우샤스는 "르타의 뿌리에 놓여졌다"고 묘사된다. 바루나는 "르타의 형태를 가진 자"로 찬양되며, 미트라와 함께 미트라-바루나로서 "르타에 의해 적들을 파괴하는 자"와 "르타에 의해 르타를 선언하는 자"로 찬양된다. "르타에서 태어난"과 "르타의 수호자"와 같은 칭호는 수많은 신들뿐만 아니라 희생 불과 희생 자체에도 자주 적용된다.
이러한 수많은 언급에도 불구하고, 신들은 르타를 지배하는 것으로 묘사되지 않는다. 대신, 신들은 모든 피조물과 마찬가지로 르타에 종속되며, 그들의 신성은 주로 그들의 발현을 실행하는 자, 행위자 또는 도구의 역할에서 르타를 섬기는 데 있다. 데이(Day, 1982)가 지적했듯이, 신들은 "보상과 처벌에 관한 신성한 법규와 응보의 특수성을 통해 르타를 내재화하는 것만큼 르타를 다스리지 않는다. 이런 의미에서 그들은 르타를 '다스리는' 것이 아니라 행위자와 집행자로서 섬긴다."

### 바루나

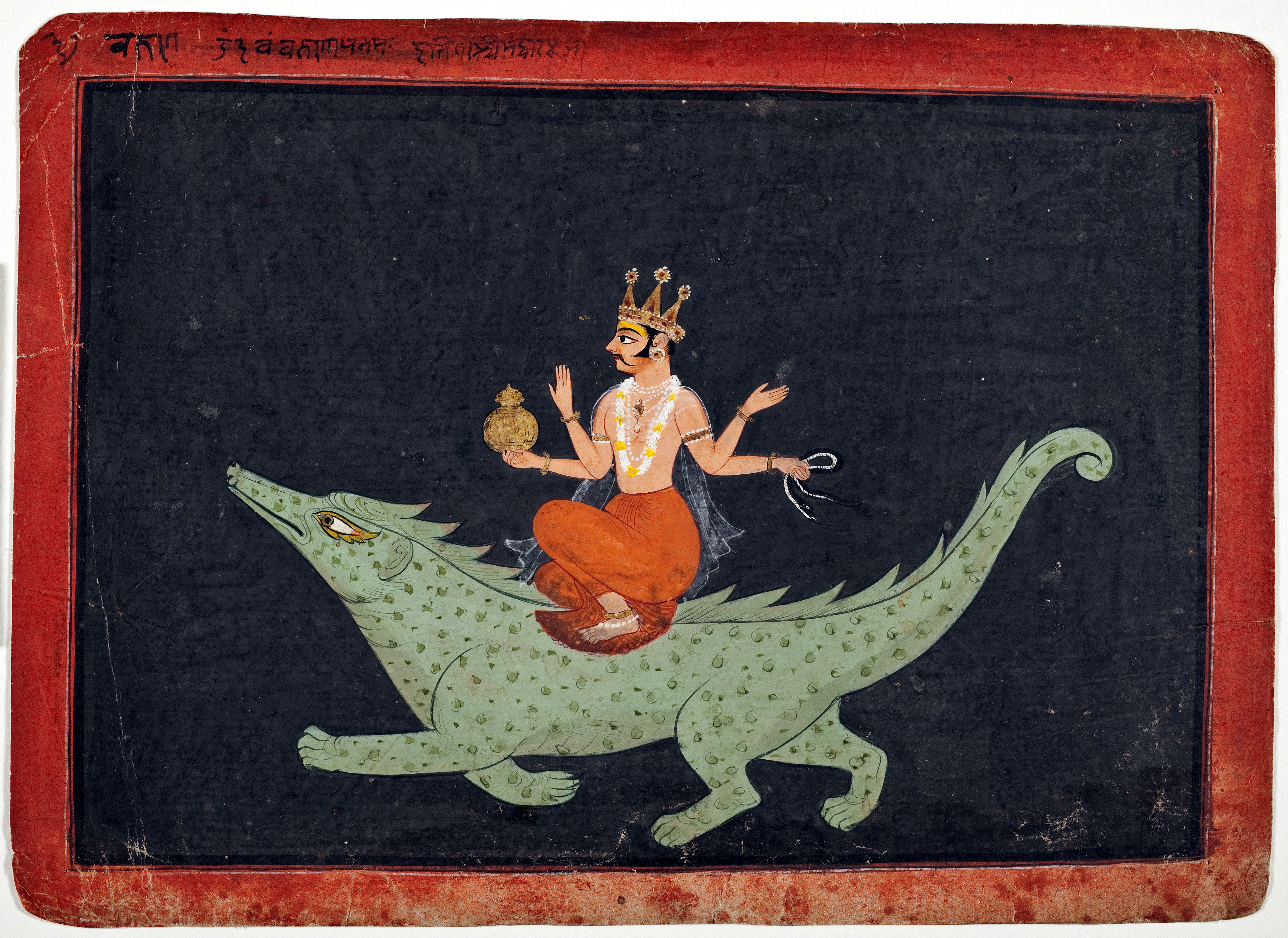
17세기 수채화로 바루나 (여기서는 마카라 위에 앉아 있는 모습)를 묘사하고 있으며, 베다에서 르타와 밀접하게 관련된 신이다.

추상적이고 보편적인 원리로서의 르타 개념은 일반적으로 베다 시대의 의인화 경향에 저항했지만, 점차 개별 신들의 행동, 특히 전지전능하고 모든 것을 포괄하는 하늘인 신 바루나의 행동과 연관되었다. 비록 아디트야들이 집단적으로 르타와 관련되어 "르타의 집에 거주하는 르타의 전차병"으로 불리지만, 특히 바루나는 "르타의 친구"로 식별된다. 바루나와 르타의 연결은 물리적 영역을 넘어 의례적 숭배의 영역까지 확장되었으며, 희생 불 자체는 "말들을 엮고 르타의 고삐를 잡으며, 르타를 위해 노력할 때 바루나가 되는" 것으로 칭송받았다. 제임스(1969)가 지적했듯이, 바루나는 "르타를 유지하는 탁월한 보편적 힘"의 위치에 도달했으며, "하늘과 땅을 분리하고 확립하여 위아래의 창공으로 펼쳐 놓았으며, 자신은 보편적인 왕으로서 그들 위에 앉아 불변의 도덕률을 명령하고 르타의 주권에 의해 자신의 통치를 행사한다"고 칭송받았다.

## 다르마
초기 베다 문헌에서부터 윤리적 원리로서의 르타는 우주적 응보의 개념과 연결되어 있다. 리그베다의 핵심 개념은 피조물이 르타의 법규에 의해 정해진 길을 따를 때 참된 본성을 성취하며, 이 법규를 따르지 않으면 다양한 형태의 재앙과 고통이 나타난다고 생각되었다. 그러므로 자신의 행동을 르타의 통치에 맡기는 것, 즉 "다르마"라고 불리는 것은 자신의 안녕을 보장하는 데 필수적인 것으로 이해되었다. 이런 맥락에서 자연의 법규를 따르는 개인은 "르타의 다르마"에 따라 행동하는 자로 묘사될 수 있다. 다르마는 원래 "보편적 질서의 한 측면으로, 의례적 규정, 공공 법률, 도덕적 원칙, 자연 법칙에 표현된 세속적 자연적, 종교적, 사회적, 도덕적 영역을 구체적으로 다루는 한에 있어서 르타의 유한하거나 특수화된 발현"으로 이해되었다.

원래는 르타의 본질적으로 형이상학적 개념의 하위 구성 요소로 이해되었지만, 다르마는 결국 후기 베다 및 초기 힌두 문학에서 르타의 중요성을 능가하게 되었다. 데이(Day, 1982)에 따르면, 다르마의 개념은, 
"...종교적, 도덕적, 사회적 규정을 정립하는 데 매우 유용해져서, 그것에 대한 관심과 사회 및 도덕 질서에 대한 적용 논의가 형이상학적 및 신학적 사상에 대한 모든 논의를 압도했다. 더욱이, 다르마는 인도 전역에 걸쳐 방대하고 광범위한 문학 전통의 중심 주제가 된 반면, 르타의 개념은 주로 베다와 그 주석에 국한되었기 때문에, 자연스럽게 오래되고 숭고한 개념들을 희생하면서까지 브라만 사상을 지배하게 되었다."

## 카르마
다르마의 개념이 신을 르타의 집행자로 보는 관점에서 개인의 행동을 통해 르타를 지탱하는 관점으로 바뀌면서, 베다 시대 말기에는 개인의 윤리적 책임과 비난 가능성에 대한 강조가 증가했다. 이러한 비난 가능성에 대한 논의의 중심에는 카르마의 개념이 있다. 카르마(직역: '행동')은 개인이 수행하는 행위를 의미하며, 이는 다르마(따라서 르타)와 일치하거나 반대될 수 있으며, 개인이 삶에서 겪는 고통과 즐거움에 인과적 관계를 가진다고 가정된다.
카르마가 후기 베다와 초기 힌두 전통의 중심 교리로 부상한 것은 부분적으로 신정론의 문제 때문이다. 르타의 본질적인 선함과 우주 운영에 대한 절대적인 힘을 고려할 때, 세상에 존재하는 심각한 불평등과 불의는 심각한 종교적, 철학적, 윤리적 딜레마를 나타냈다. 카르마의 개념은 "도덕적 인과율"이라는 개념으로 이 문제를 극복하는 데 도움이 되었으며, 이는 세상에 악이 나타나는 것에 대해 신과 르타를 효과적으로 변명하고, 그에 대한 책임을 전적으로 개인에게 지게 했다.
르타의 확장인 카르마는 동일한 절대적인 효율성으로 작동한다고 여겨졌다. 데이(Day, 1982)가 지적했듯이, "행위는 선악의 본성에 따라 인과적으로 결정되며, 그 결과는 피할 수 없다. 응보적 효과를 일으키거나 카르마의 엄격한 기계적 효율성을 방해할 수 있는 침입적이거나 임의적인 요소는 없다. 더욱이, 개인의 행운과 불운은 전적으로 그의 과거 행동의 결과이므로, 그는 삶이 마땅히 받아야 할 것보다 더 친절하거나 가혹하다고 믿을 근거가 없다. 그는 신의 자비심을 찬양하거나 신의 진노를 한탄할 이유가 없다."

## 고유명사
르타- 또는 아르타-는 때때로 이란어와 마찬가지로 베다 및 인도 개인 이름의 요소로 나타난다.
인도에서는 산스크리트어의 모음 'ṛ'가 현대 'ri'로, 남인도에서는 'ru'로 변형된다. 인도 이름은 다음과 같다:
- 리타 (Rita)
- 루타 (Ruta)
- 리탐바르 (Ritambhar)
- 리틱 (Ritik)
- 리트윅 (Ritwik)
- 리테시 (Ritesh)

미탄니 (비인도, 베다) 이름은 다음과 같다:
- 아르타마마 1세
- 아르타슈마라
- 지리바샤니의 지도자 아르타마니야 (Artamanya)[36]

## 같이 보기
- 아르타샤스트라
- 아샤 (조로아스터교)
- 다르나 (로무바)
- 로고스
- 마트 (이집트 종교)
- 메 (수메르 종교)
- 모이라 (그리스 이교)
- 도 (중국 도교)
- 위어드 (게르만 이교)
- 데이보스 또는 프라브 (슬라브 이교)

### 설명주
1. ↑  Panikkar (2001:350-351)는 다음과 같이 언급한다: "르타는 모든 것의 궁극적인 기반이다; 그것은 '최고의 것'이지만, 정적인 의미로 이해되어서는 안 된다. [...] 그것은 모든 것에 내재된 근원적인 역동성의 표현이다...."

### 참조주
1. ↑  Holdrege (2004:215)
2. ↑  Holdrege (2004:215–216); Mahony (1998:3)
3. ↑  Bloomfield (1908:12–13)
4. ↑  “AṦA (Asha "Truth") – Encyclopaedia Iranica”. Iranicaonline.org. 2013년 2월 21일에 확인함.
5. ↑  Monier-Williams (1899:223b)
6. ↑  Mahony (1998:3)
7. ↑  Oldenberg (1894:30). Cf. also Thieme (1960:308)
8. ↑  Hartmut Scharfe (2002). 《Handbook of Oriental Studies》. BRILL Academic. 53쪽. ISBN 90-04-12556-6.
9. ↑  Johnston, Lucas F.; Bauman, Whitney (2014). 《Science and Religion: One Planet Many Possibilities》. Routledge. 181쪽.
10. ↑  Oldenberg (1894:195)
11. ↑  Ara (2008:117). See Myers (2001:176–178) for a detailed discussion of the threefold function of Ṛta.
12. ↑  Oldenberg (1894:196)
13. ↑  Oldenberg (1894:197–198)
14. ↑  Cf. Ramakrishna (1965:153–168); James (1969:35–36); Premnath (1994:325–339); Rappaport (2002:344–370)
15. ↑  Cf. Ramakrishna (1965:45–46)
16. ↑  Ramakrishna (1965:45)
17. ↑  Sharma (1990:16)
18. ↑  Ramakrishna (1965:37–65)
19. ↑  Brown (1992:373): "The Ṛta [...] was not created or willed by any being or beings, the gods or any other above them. It existed before them but became known by them. They were powerless to alter it; they were only agents to execute it or supervise its execution."
20. ↑  Day (1982:29–30)
21. ↑  See James (1969:34–36) for a discussion of the historical development of the relationship of Varuna to Ṛta. Ramakrishna considers it possible that Varuna was originally conceived as the personalized aspect of the otherwise impersonal Ṛta, and that, as the importance of Ṛta began to wane in the late Vedic and post-Vedic periods, Varuna was demoted to the position of a god of the waters. Cf. Ramakrishna (1965:133–134)
22. ↑  RV 7.52.9; RV 8.25.2; RV 7.40.4. Quoted in Ramakrishna (1965:113). For a discussion of the Adityas and their relationship to Ṛta, cf. Heckaman (1979:15–20).
23. ↑  Quoted in James (1969:35)
24. ↑  James (1969:36, 34)
25. ↑  Day (1982:28). Also Brown (1992:373): "For example, if a man got dropsy, he knew that he had violated the Ṛta, and that the god Varuna, whose duty it was to supervise enforcement of Ṛta, had sent the disease as a punishment."
26. ↑  Cf. Bilimoria, Prabhu & Sharma (2007:33): "Since to do what is right safeguards the good of all qua Ṛta, it is assumed that it is more or less obligatory to do or perform the right acts."
27. ↑  Day (1982:45)
28. ↑  Day (1982:42–43)
29. ↑  Day (1982:42)
30. ↑  Cf. Rukmani (2008:157); Davis (1990:320). Also Leslie (1992:52–53).
31. ↑  Myers (2001:184)
32. ↑  Day (1982:78); Neufeldt (1986:2)
33. ↑  Cf. Kapur-Fic (1998:96); Brown (1992:373); Mahadevan (2000:37)
34. ↑  Day (1982:77)
35. ↑  Boyce (1987:390)
36. ↑  Hess (1993). 《Amarna Personal Names》. Eisenmans. 38쪽.

## 참고 자료
- Ara, Mitra (2008). 《Eschatology in the Indo-Iranian Traditions: The Genesis and Transformation of a Doctrine》. New York: Peter Lang. ISBN 978-1-4331-0250-9.
- Bilimoria, P.; Prabhu, J.; Sharma, R., 편집. (2007). 《Indian Ethics: Classical Traditions and Contemporary Challenges》 1. Hampshire: Ashgate Publishing Ltd. ISBN 978-0-7546-3301-3.
- Bloomfield, Maurice (1908). 《The Religion of the Veda: The Ancient Religion of India, from Rig-Veda to Upanishads》. New York: G. P. Putnam's Sons.
- Boyce, Mary (1987). 〈Ardwashišt〉. 《Encyclopedia Iranica》 2. New York: Routledge & Kegan Paul.
- Brown, W. N. (1992). 〈Some Ethical Concepts for the Modern World from Hindu and Indian Buddhist Tradition〉.   Radhakrishnan, S. 《Rabindranath Tagore: A Centenary Volume 1861–1961》. Calcutta: Sahitya Akademi. ISBN 81-7201-332-9.
- Davis, Winston (1990). 〈Natural Law and Natural Right: The Role of Myth in the Discourses of Exchange and Community〉.   Reynolds, F. E.; Tracy, D. 《Myth and Philosophy》. Albany: State University of New York Press. ISBN 0-7914-0417-X.
- Day, Terence P. (1982). 《The Conception of Punishment in Early Indian Literature》. Ontario: Wilfrid Laurier University Press. ISBN 0-919812-15-5.
- Heckaman, C. (1979). 《Toward a Comprehensive Understanding of Rta in the Rg Veda》 (Master's Thesis). McMaster University.
- Holdrege, Barbara A. (2004). 〈Dharma〉.   Mittal, S.; Thursby, G. 《The Hindu World》. New York: Routledge. 213–248쪽. ISBN 0-415-21527-7.
- James, Edwin O. (1969). 《Creation and Cosmology: A Historical and Comparative Inquiry》. Leiden: E. J. Brill.
- Kapur-Fic, Alexandra R. (1998). 《Thailand: Buddhism, Society and Women》. New Delhi: Abhinav Publications. ISBN 81-701-7360-4.
- Leslie, Julia (1992). 《Roles and Rituals for Hindu Women》. Bangalore: Motilal Banarsidass. ISBN 81-208-1036-8.
- Mahadevan, T. M. P. (2000). 《Upaniṣads》. Bangalore: Motilal Banarsidass. ISBN 81-208-1611-0.
- Mahony, William K. (1998). 《The Artful Universe: An Introduction to the Vedic Religious Imagination》. Albany: State University of New York Press. ISBN 0-7914-3580-6.
- Monier-Williams, Monier (1976). 《A Sanskrit-English Dictionary》. Oxford: Clarendon Press.
- Myers, Michael W. (2001). 《Brahman: A Comparative Theology》. Surrey: Curzon Press. ISBN 0-7007-1257-7.
- Neufeldt, Ronald W. (1986). 《Karma and Rebirth: Post Classical Developments》. Albany: State University of New York Press. ISBN 0-87395-990-6.
- Oldenberg, Hermann (1894). 《Die Religion des Veda》. Berlin: Verlag von Wilhelm Hertz.
- Panikkar, Raimundo (2001). 《The Vedic Experience: Mantramañjari》. Bangalore: Motilal Banarsidass. ISBN 81-208-1280-8.
- Premnath, D. N. (1994). 《The Concepts of Ṛta and Maat: A Study in Comparison》. 《Biblical Interpretation》 2. 325–339쪽. doi:10.1163/156851594X00123.
- Ramakrishna, G. (1965). 《Origin and Growth of the Concept of Ṛta in Vedic Literature》 (Doctoral Dissertation). University of Mysore.
- Rappaport, Roy A. (2002). 《Ritual and Religion in the Making of Humanity》. Cambridge: Cambridge University Press. ISBN 0-521-22873-5.
- Rukmani, T. S. (2008). 〈Value Ethics in the Early Unapishads: A Hermeneutic Approach〉.   Sharma, A; Sherma, R. 《Hermeneutics and Hindu Thought: Towards a Fusion of Horizons》. Springer Publications. ISBN 978-1-4020-8191-0.
- Sharma, K.N. (1990년 3월 1일). 《Varna and Jati in Indian Traditional Perspective》. 《Sociological Bulletin》 39 (Sage Publication, Inc.). 15–31쪽. doi:10.1177/0038022919900102. JSTOR 23634524. S2CID 151534129.
- Thieme, Paul (1960). 《The 'Aryan' Gods of the Mitanni Treaties》. 《Journal of the American Oriental Society》 80. 308쪽. doi:10.2307/595878. JSTOR 595878.
- Watkins, Calvert (2000). 《The American Heritage Dictionary of Indo-European Roots》 2판. Boston: Houghton Mifflin. ISBN 0-618-08250-6.

틀:인도 철학